# Голіцина Анна Олександрівна (1763)
Княгиня Анна Олександрівна Голіцина, при народженні княжна Грузинська (груз. ანა ალექსანდრეს ასული ბაგრატიონ-გრუზინსკი 17 серпня 1763 — 11 жовтня 1842, Санкт-Петербург, Росія) — грузинська царівна, правнучка царя в еміграції Вахтанга VI.

## Біографія
Дочка гвардії капітана царевича Олександра Бакаровича Багратіон-Грузинського (1726—1791) і княжни Дар'ї Олександрівни Меншикової (1747—1817), внучки «напівдержавного володаря» Меньшикова Олександра Даниловича. Виховувалася в Москві в палаці царя Арчила під керівництвом рідної тітки і бабусі, Анни Георгіївни Грузинської (1706—1780).

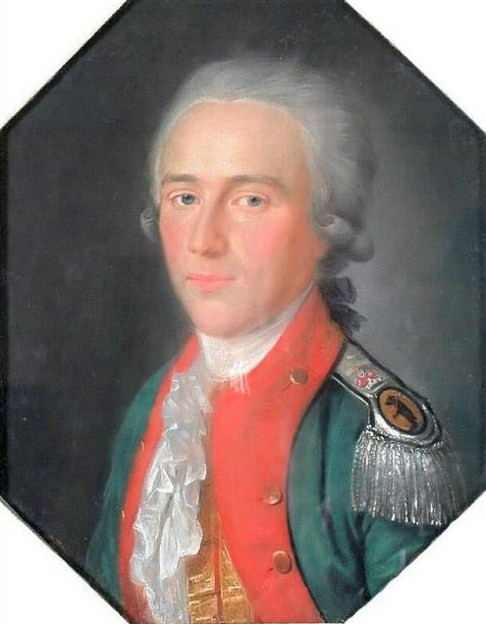
Олександр де-Ліцин на портреті І. Барду

У липні 1785 року вступила в шлюб з полковником Олександром Олександровичем Деліциним (1768—1789), незаконним сином віцеканцлера О. М. Голіцина. З початком російсько-турецької війни супроводжувала чоловіка у військових походах. Однак шлюб був недовгим (їхні діти, Михайло і Дарина, померли в дитинстві, поховані в Донському монастирі). У березні 1789 року Деліцин помер від ран, отриманих під Очаковим.
У 1790 році стала дружиною князя Бориса Андрійовича Голіцина (1766—1822), двоюрідного брата першого чоловіка. У 1796 році Голіцин був призначений гофмаршалом при дворі цесаревича Костянтина Павловича, і його сім'я переїхала з Москви до Петербурга. У столиці Анна Олександрівна виявилася в найближчому оточенні імператриці. Збереглися досить цікаві її листи до князя А. М. Голіцина в Москву за 1796 рік, які змальовують петербурзьке суспільство кінця царювання Катерини II. Вони були надруковані в «Історичному віснику» в 1887 році.
Княгиня Голіцина була однією з перших красунь свого часу. Будучи розумною, доброчесною і господарською, користувалася загальною повагою і відігравала велику роль у вищому світі, де була відома під ім'ям «княгиня Борис». Люблячи святкування і бали, вона приймала в своєму багатому домі на Мільйонній вулиці все місто. В її ж маєтку, в селі Сіми поблизу Юр'єва-Польського, помер і спочатку був похований герой Вітчизняної війни 1812 року Петро Багратіон. Дружила з княжною В. Туркестановою, ім'я Голіциної часто згадується в листуванні княжни з Христином.
Померла 11 жовтня 1842 року в Петербурзі і похована в Сергіївській пустелі в церкві Воскресіння Христового.

## Діти
У шлюбі народила дітей:
- Єлизавета Борисівна (1790—1870), з 1808 року дружина сенатора князя Б. О. Куракіна (1783—1850). Відрізнялася релігійністю і перейшла в католицтво. У хвилину релігійної екзальтації спалила собі руку на жаровні, внаслідок чого перенесла ампутацію. Померла в божевіллі.
- Андрій Борисович (1791—1861), флігель-ад'ютант, генерал-майор, масон, голова комітету ланкастерських шкіл. Після доносів про масонську змову, поміщений для розслідування в Кегсгольмську фортецю в січні 1831, де знаходився чотири місяці. Потім висланий з Москви за 24 години, віддалений від служби, жив під наглядом поліції в Курській губернії, Новому Осколі, Володимирській губернії. З 1841 дозволено жити, «де забажає», крім Москви і Петербурга. Розорився відкупами.
- Олександр Борисович (1792—1865), ад'ютант великого князя Костянтина Павловича, саратовський губернатор, мемуарист і масон. Був одружений з 1817 року з фрейлінрю Ганною Василівною Ланською (1793—1868), їх єдина дочка Зінаїда (1818—1845) була одружена з камерюнкером графом К. К. Толем (1817—1884), сином відомого учасника Вітчизняної війни 1812 року генерала К. Ф. Толя.
- Микола Борисович (1794—1866), полковник, учасник війни 1812 року; перекладач, військовий історик і музикант, віртуоз-віолончеліст, товариш Бетховена.
- Софія Борисівна (1795—1871), фрейліна і кавалерственна дама, була одружена з 1818 року з генерал-лейтенантом К. М. Полторацьким (1782—1858).
- Олександра Борисівна (1798—1876), фрейліна, з 1820 року одружена з генерал-майором князем С. І. Мещерським (1799—1870).
- Тетяна Борисівна (1797—1869), статс-дама, відома благодійниця, з 1816 року дружина дійсного таємного радника А. М. Потьомкіна (1787—1872).
- Ірина Борисівна (1800—1802)

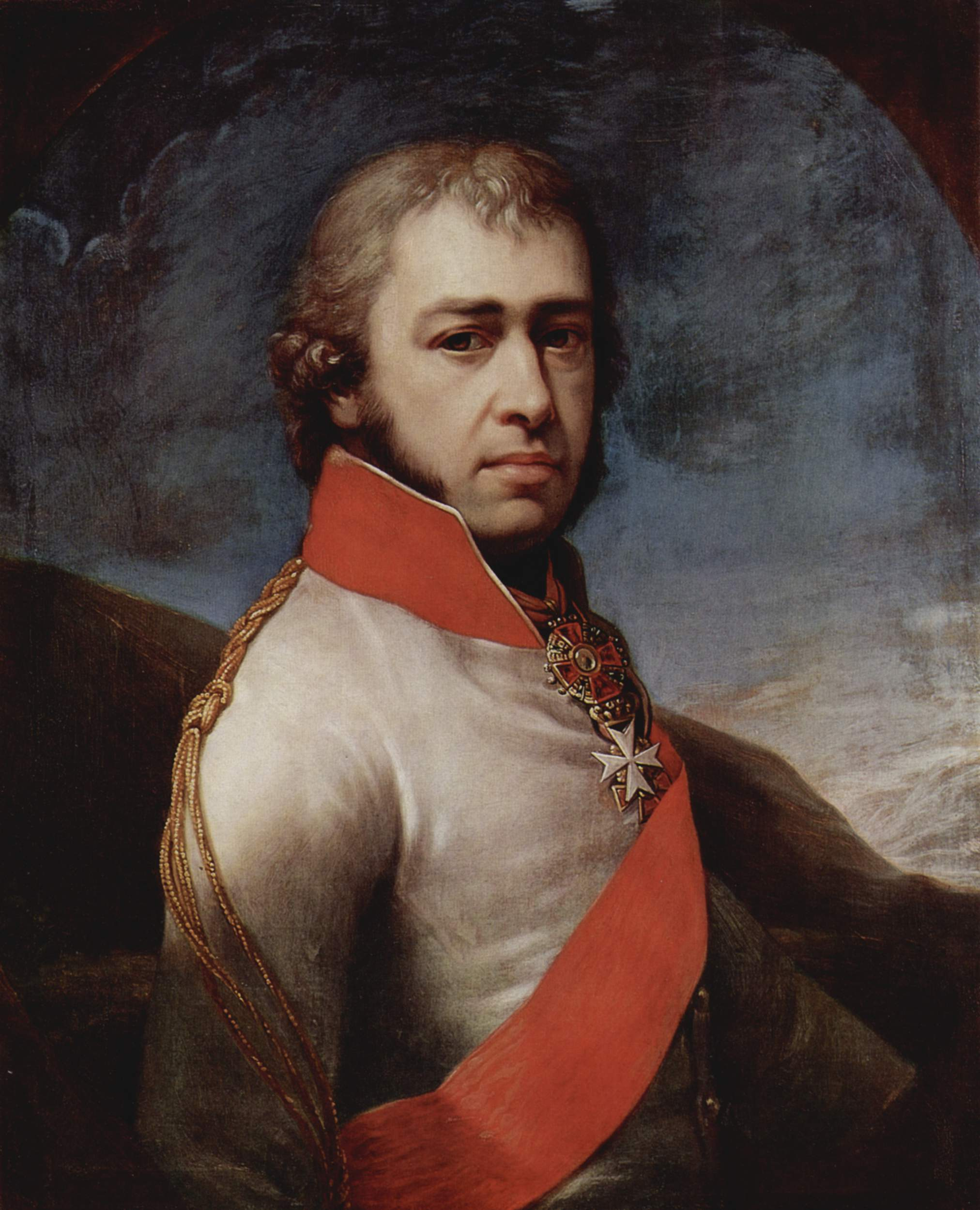
Борис Андрійович, чоловік
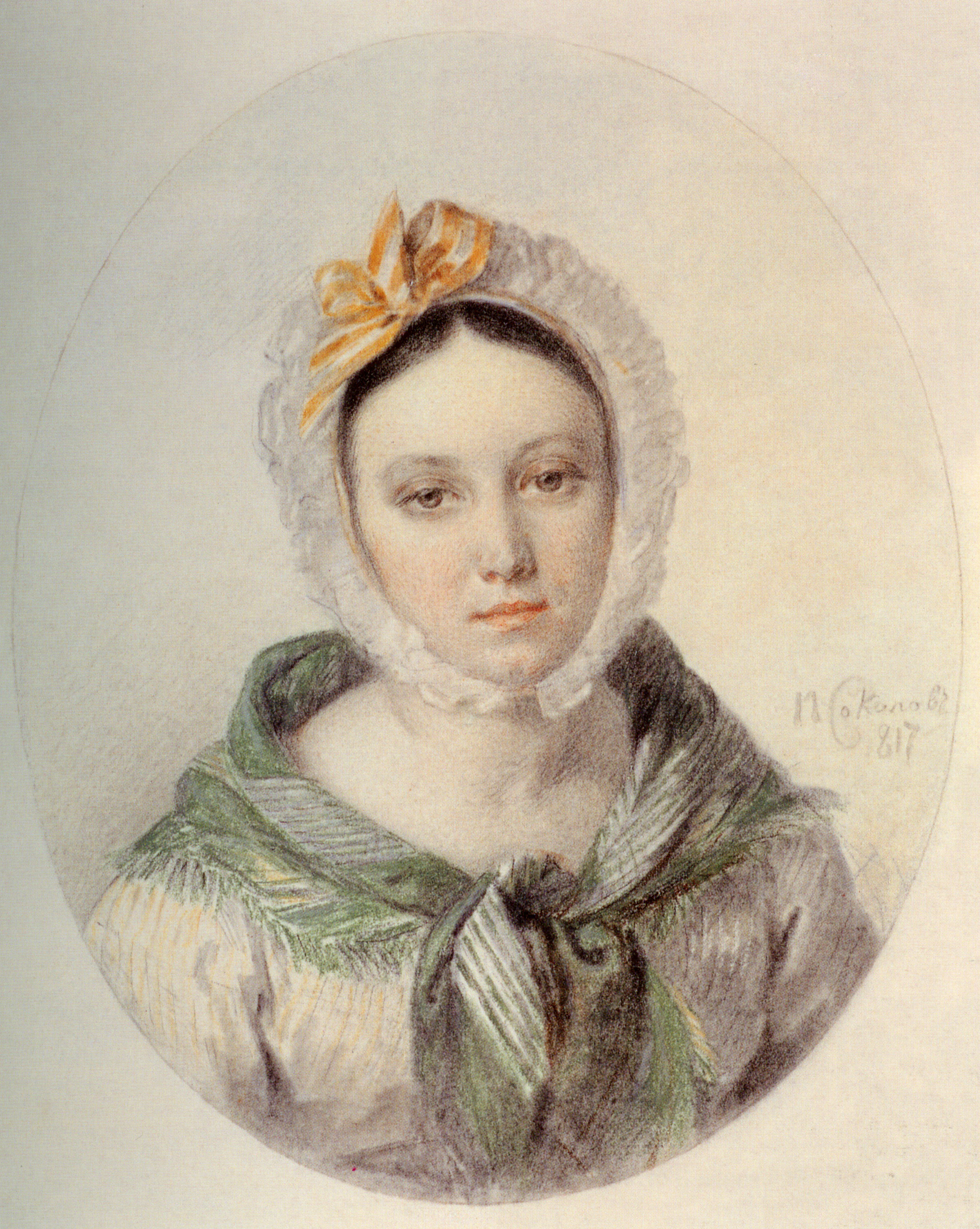
Єлизавета Борисівна, дочка
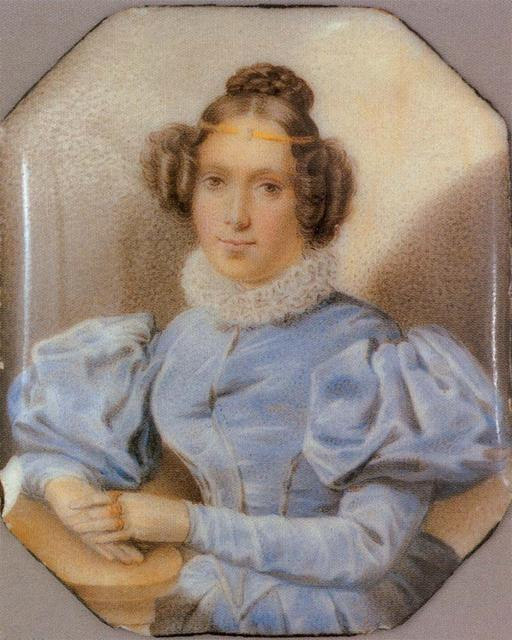
Софія Борисівна, дочка
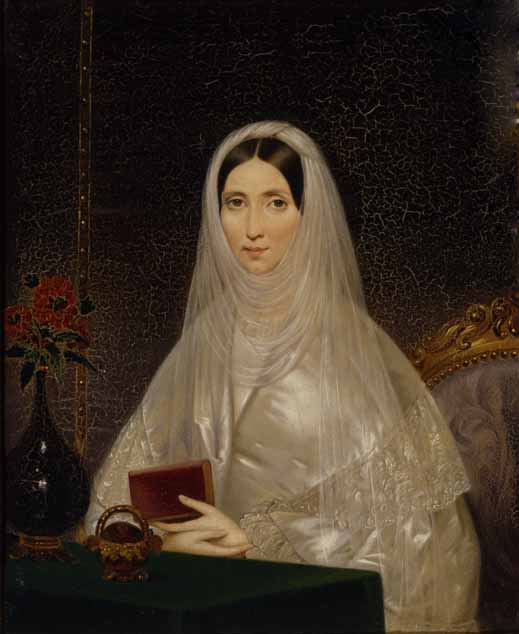
Тетяна Борисівна, дочка